# Caravaggio Futebol Clube
O Caravaggio Futebol Clube é um clube de futebol brasileiro, sediado em Nova Veneza, Santa Catarina. Suas cores são azul e branco,sendo essas jamais podendo ser mudadas, segundo o próprio estatuto do clube. Além disso, desde sua fundação, sua camisa traz consigo a imagem de Nossa Senhora de Caravaggio, santa que dá o nome do local e do clube.
Além disso, a equipe é o primeiro e único clube profissional da história de seu município.

## História

### Fundação
Foi fundado como uma equipe amadora por um um grupo de amigos no dia 10 de maio de 1970. Os principais motivos que levaram a fundação foi promover o esporte, incentivar e ajudar na integração das atividades esportivas, socialização e divulgação da comunidade. O clube leva este nome por estar localizado no distrito de Nossa Senhora de Caravaggio, no município de Nova Veneza, vizinha a Criciúma.  
Dentro dessa história, um momento muito importante deu-se no ano de 1995 com a criação do Caravaggio Esporte Total pelo então prefeito Élzio Milanez, cujo objetivo foi integrar a comunidade nos diferentes esportes e despertá-la para atividades físicas.
Durante o período como clube amador, disputou competições chancelados pela FCF e pela CBF, passando por uma grande fase vitoriosa durante os anos 2000 e 2010. 
Em 2024, o Caravaggio foi campeão da Série B do Campeonato Catarinense, ao bater o Santa Catarina na final. 

### Profissionalização
No dia 13 de maio de 2021, o clube anunciou junto à Federação Catarinense oficialmente seu ingresso ao futebol profissional, representando a cidade de Nova Veneza na Série C de 2021. 
Um marco muito importante para a profissionalização, foi a conquista de verba pelo então deputado federal Ricardo Guidi, no qual por uma emenda parlamentar, conseguiu-se recurso para a troca e implementação de um gramado profissional.
A construção de um novo muro também foi um grande passo, onde na ocasião foi realizada uma arrecadação de dinheiro com a comunidade, sendo essa ajuda eternizada em uma placa fixada no muro com os nomes dos apoiadores.

### Campanhas

Escudo do Caravaggio FC utilizado até o ano de 2024

No dia 14 de Novembro de 2021, o Caravaggio garantiu vaga para final da Série C, além do acesso inédito para a Série B catarinense no seu primeiro ano como profissional, vencendo o Itajai por 2 a 1 fora de casa. Entretanto, não foi campeão, a equipe foi derrotada pelo BEC na final.
No ano de 2022, o Caravaggio fazia sua estreia na segunda divisão do catarinense, ficando em quinto colocado na fase de liga, porém sendo eliminado nas quartas de final pela equipe do Nação Esportes.
No ano seguinte, em 2023, o clube acabou ficando na sétima posição no formato de liga, sendo novamente eliminado pela equipe do Nação nas quartas de final.
No dia 11 de agosto de 2024, após vencer do Juventus em 4x3 no placar agregado, a equipe garantiu vaga à Copa Santa Catarina 2025 e o acesso inédito à primeira divisão do Campeonato Catarinense. Além disso, a equipe venceu a final nos pênaltis sobre o Santa Catarina Clube, se sagrando Campeão Catarinense Série B..

## Símbolos

### Escudo
Durante seus primeiros anos após sua fundação, o clube utilizou um escudo branco com as iniciais em azuis, possuindo um formato de um losango deitado, sendo esse modelo eternizado na camisa branca reserva de 2021, em comemoração aos cinquenta anos da fundação do clube.
Poucos anos depois, o Azulão mudou seu escudo, apresentando um escudo com listras nas cores oficiais do clube, bem como seu ano de fundação, sua sigla e uma bola de futebol, representando o primeiro esporte praticado pela instituição.
Além disso, o escudo se apresenta em um formato muito utilizado no Brasil, tendo este se tornado famoso, principalmente, pela equipe do Santos durante as épocas vitoriosas de Pelé.
No dia 3 de Dezembro de 2024, antes do início do Campeonato Catarinense 2025, o clube apresentou, por meio das redes sociais, sua nova identidade máxima.
Desta vez, a nova representação da instituição homenageia a cúpula do Santuário Diocesano de Nossa Senhora de Caravaggio e os picos das montanhas, importantes símbolos do distrito. Além disso, o nome do clube aparece completo, mantendo apenas a sigla FC e incluindo a data de fundação para a parte interior do escudo.

### Hino
No dia 13 de maio de 2022, exatamente um ano após a profissionalização, idealizou-se o primeiro hino oficial do clube, sendo o mesmo apresentado no teatro municipal de Nova Veneza e produzido pelos músicos Rafael Marangoni, Tânia Vitali e Lucas Barchinski.

### Estrelas
Seu escudo possuía, antigamente, estrelas em alusão às conquistas durante a época amadora, sendo essas retiradas e trocadas pelo ano de fundação, 1970.
Com a conquista do Campeonato Catarinense Série B 2024, o clube apresentou uma camiseta em homenagem ao campeonato, apresentando em seu escudo uma única estrela.

## Rivalidades

### Clássico da Polenta
O Caravaggio Futebol Clube possui como maior rival o Grêmio Esportivo Metropolitano, equipe da mesma cidade, onde juntos faziam o clássico durante os tempos em que o Caravaggio ainda era uma equipe do futebol amador. O clássico não ocorre desde 2021, ano em que o azulão se tornou uma equipe de futebol profissional.
O clássico possui esse nome em homenagem à polenta, alimento típico italiano muito consumido em Nova Veneza, sendo a localidade das equipes.
A rivalidade surgiu, principalmente, por serem da mesma localidade e consequentemente, os maiores clubes do município, costumeiramente enfrentando-se antigamente nas competições amadoras da cidade, região, estado e até do país inteiro.

### Carava-Criciúma
O clube também possui uma pequena rivalidade com o Criciúma, pelo fato de se localizar na cidade de Criciúma, município extremamente próximo ao de Nova Veneza. Sendo essa recente e muito amistosa, por conta dos poucos confrontos realizados entre os dois clubes.

## Filantropia e combate ao preconceito

### Solidariedade
Desde sua fundação, o Caravaggio sempre se mostrou à disposição na luta contra a desigualdade e a diminuição da carência, promovendo apoio e campanhas solidárias com a finalidade de beneficiar cidadãos de baixa renda e pessoas vulneráveis.
Tais atos filantrópicos são geralmente voltados em épocas comemorativas, como o natal e a páscoa, mirando principalmente na empatia com as crianças na busca para semear a felicidade e a bondade no coração de cada jovem que possa se sentir amparado e protegido.
Todas essas atitudes são feitas em parceria com o Carava Social e a torcida do azulão, fortalecendo o laço existente entre a comunidade e a instituição, promovendo a paz e o respeito em prol da união.

### Igualdade de gênero
Visando promover o respeito feminino, o clube lança regularmente camisas na coloração rosa, em homenagem e alusão ao Dia Internacional das Mulheres, dignificando o espaço e a luta em busca da igualdade social e na incansável batalha em prol do fim da propagação do machismo.

## Títulos
|                     |                                             |         |                                     |
| REGIONAIS           |                                             |         |                                     |
|                     | Competição                                  | Títulos | Temporadas                          |
|                     | Campeonato Sul-Brasileiro de Futebol Amador | 1       | 2014                                |
| ESTADUAIS           |                                             |         |                                     |
|                     | Competição                                  | Títulos | Temporadas                          |
|                     | Campeonato Catarinense - Série B            | 1       | 2024                                |
|                     | Campeonato Catarinense de Futebol Amador    | 2       | 2013 e 2019                         |
|                     |                                             |         |                                     |
| REGIONAIS ESTADUAIS |                                             |         |                                     |
|                     | Competição                                  | Títulos | Temporadas                          |
|                     | Campeonato Regional da LARM - 1ª Divisão    | 6       | 1995, 1996, 1997, 2000, 2011 e 2016 |
|                     | Copa Sul dos Campeões                       | 6       | 2003, 2006, 2010, 2013, 2016 e 2019 |

### Campanhas de destaque
- 2º lugar no Campeonato Catarinense - Série C: 1 (2021)
- Campeão da Segunda Divisão Catarinense Sub-21: 1 (2024)
- Campeão da Copa Santa Catarina Sub-21: 1 (2024)

## Participações
|  | Participações em 2025 |

Competições Oficiais
|                | Competição             | Temporadas | Melhor campanha     | Estreia | Última | P | R |
| Santa Catarina | Campeonato Catarinense | 1          | 11º colocado (2025) | 2025    |        | 1 |   |
| Santa Catarina | Série B                | 3          | Campeão (2024)      | 2022    | 2024   | 1 | – |
| Santa Catarina | Série C                | 1          | Vice-campeão (2021) | 2021    | 2021   | 1 |   |
| Santa Catarina | Copa Santa Catarina    | 1          | Estreia (2025)      | 2025    | 2025   |   |   |